# Javier de la Torre
Javier de la Torre Jiménez (*Aguascalientes, Aguascalientes, México, 19 de diciembre de 1923 - †Guadalajara, Jalisco, México, 26 de noviembre de 2006) fue un futbolista y entrenador mexicano que jugaba en la posición de Centrocampista de contención. Jugó para el Club Deportivo Guadalajara toda su carrera, y fue entrenador de la Época del Campeonísimo. Como jugador ganó tres copa de Occidente y como entrenador consiguió 12 títulos con el Club Deportivo Guadalajara, entre ellos cinco Ligas, dos Copas, cuatro Campeón de campeones y una Copa de Campeones de la Concacaf, lo que lo convirtió en el entrenador más exitoso de la historia del Guadalajara.

## Biografía

### Jugador
Llegó en 1932 al Club Deportivo Guadalajara jugando desde infantiles y fuerzas básicas. Debutó en la Primera División de México el domingo 5 de diciembre de 1943, en un clásico tapatío, donde el Rebaño le ganó al Atlas por marcador de 7-3. Jugaría 12 años y en 1956 decide retirarse y tomar el lugar como entrenador que dejó José María Casullo.
 Clubes 
- 1938-1956  Guadalajara

### Entrenador
Después de poco tiempo de estar dirigiendo de manera interina al Guadalajara fue sustituido por el uruguayo Donaldo Ross, por lo que tuvo que probar suerte dirigiendo al Club Celaya en la temporada 1959-1960. Para 1961 llegaría de nueva cuenta a la dirección técnica del equipo rojiblanco, institución donde lograría más de 21 títulos oficiales, siendo los más importantes los 5 títulos de campeón de la Primera división mexicana.
Estuvo en dos períodos con la Selección de fútbol de México el primero de ellos en 1963 y después de 1971 a 1974. En 1963 fue nombrado para dirigir al equipo en un torneo de Concacaf, pero renunció antes de comenzar el torneo y fue remplazado por Arpad Fekete. Regresó con el Club Deportivo Guadalajara y para 1970 deja la dirección técnica del equipo, Raúl Cárdenas lo eligió como su auxiliar en la Selección de fútbol de México que participó en el Mundial de 1970. Al terminar el mundial, Cárdenas no siguió como técnico y se optó por darle la oportunidad a De la Torre, que sufrió una de las más dolorosas eliminaciones en Haití en 1973, por lo que no se pudo participar en el mundial de Alemania en 1974.
Posteriormente, De la Torre dirigió al Club Jalisco, a los Leones Negros de la UdeG y a Tecos de la UAG, para después dedicarse a las fuerzas básicas de Chivas como asesor hasta su muerte logrando más de 60 años al servicio del Club Deportivo Guadalajara.
 Clubes 
- 1956-1959  Guadalajara (Interino)
- 1959-1961  Celaya
- 1961-1973  Guadalajara
- 1963-1963  Selección de fútbol de México
- 1971-1974  Selección de fútbol de México

### Fallecimiento
Murió el 26 de noviembre de 2006 en la ciudad de Guadalajara a sus 82 años de edad.

## Palmarés

### Como jugador
| Título                   | Club                       | País   | Año  |
| ------------------------ | -------------------------- | ------ | ---- |
| Copa de Oro de Occidente | Club Deportivo Guadalajara | México | 1954 |
| Copa de Oro de Occidente | Club Deportivo Guadalajara | México | 1955 |
| Copa de Oro de Occidente | Club Deportivo Guadalajara | México | 1956 |

### Como entrenador
| Título                           | Club                       | País   | Año     |
| -------------------------------- | -------------------------- | ------ | ------- |
| Campeón de Campeones             | Club Deportivo Guadalajara | México | 1960    |
| Primera División de México       | Club Deportivo Guadalajara | México | 1960-61 |
| Primera División de México       | Club Deportivo Guadalajara | México | 1961-62 |
| Primera División de México       | Club Deportivo Guadalajara | México | 1963-64 |
| Copa México                      | Club Deportivo Guadalajara | México | 1962-63 |
| Copa de Campeones de la Concacaf | Club Deportivo Guadalajara | México | 1962    |
| Campeón de Campeones             | Club Deportivo Guadalajara | México | 1964    |
| Primera División de México       | Club Deportivo Guadalajara | México | 1964-65 |
| Campeón de Campeones             | Club Deportivo Guadalajara | México | 1965    |
| Primera División de México       | Club Deportivo Guadalajara | México | 1969-70 |